# Poète national
Poète national est un titre honorifique attribué à un poète soit par une autorité nationale soit par la communauté littéraire.

## Belgique
Le roi Albert Ier a donné ce titre à Émile Verhaeren en 1899.
Ce titre honorifique est remis en honneur par la volonté de trois associations littéraires — la Maison de la Poésie et de la Langue française de Namur, le Poëziecentrum de Gand et le Vonk Er Zonen d'Anvers — et attribué pour la première fois en 2014, et pour une durée de deux ans, au poète néerlandophone Charles Ducal. Un autre poète national, en alternance francophone ou néerlandophone, voire germanophone, sera nommé tous les deux ans avec pour mission d'écrire au minimum six poèmes par an sur des thématiques propres à la Belgique. Les poèmes seront traduits dans les trois langues nationales et mis à la disposition du public par certains journaux.
- 2014 : Charles Ducal - (nl)
- 2016 : Laurence Vielle - (fr)
- 2018 : Els Moors
- 2020 : Carl Norac
- 2022 : Mustafa Kör
- 2024 : Lisette Lombé

## Équateur
Le président Alfredo Baquerizo a décerné ce titre à Remigio Crespo Toral en 1917.

## Pays-Bas
Le titre de Dichter des Vaderlands (nl) (poète national) a été créé par le journal NRC Handelsblad, l'organisation de radio-télévision Nederlandse Programma Stichting et la fondation Poetry International en janvier 2000.
- 2000-2004: Gerrit Komrij
- 2004-2005: Simon Vinkenoog (ad interim)
- 2005-2009: Driek van Wissen
- 2009-2013: Ramsey Nasr
- 2013-...: Anne Vegter

Il y a aussi des poètes de la ville dans plusieurs villes des Pays-Bas.

## Yémen
- Abdullah Al-Baradouni